# Halowy mityng lekkoatletyczny Pedro’s Cup 2006
2. Halowy mityng lekkoatletyczny Pedro’s Cup – druga edycja Pedro’s Cup została rozegrana w bydgoskiej hali sportowo-widowiskowej Łuczniczka 25 stycznia 2006 r. Odbyły się dwie konkurencje: skok wzwyż mężczyzn oraz skok o tyczce kobiet. 

## Rezultaty

### Skok wzwyż mężczyzn
| Pozycja | Zawodnik                | Wynik  |
| ------- | ----------------------- | ------ |
| 1       | Tomáš Janků             | 2,30 m |
| 2       | Linus Thörnblad         | 2,28 m |
| 3       | Jurij Krymarenko        | 2,24 m |
| 3       | Mark Boswell            | 2,24 m |
| 5       | Grzegorz Sposób         | 2,24 m |
| 6       | Aleksander Waleriańczyk | 2,24 m |
| 6       | Robert Wolski           | 2,24 m |
| 8       | Nicola Ciotti           | 2,20 m |
| 9       | Stefan Holm             | 2,20 m |
| 10      | Jamie Nieto             | 2,20 m |

### Skok o tyczce kobiet
| Pozycja | Zawodnik             | Wynik  |
| ------- | -------------------- | ------ |
| 1       | Anna Rogowska        | 4,64 m |
| 1       | Swietłana Fieofanowa | 4,64 m |
| 3       | Monika Pyrek         | 4,54 m |
| 4       | Tatjana Połnowa      | 4,54 m |
| 5       | Silke Spiegelburg    | 4,40 m |
| 6       | Pavla Hamáčková      | 4,40 m |
| 7       | Kateřina Baďurová    | 4,25 m |
| 8       | Joanna Piwowarska    | 4,25 m |